# Isòtops de l'argó
Els principals isòtops de l'argó (Ar) que poden trobar a la Terra són l'40Ar, l'36Ar, i l' 38Ar. El Potassi-40 (40K) natural amb un període de semidesintegració de 1.250×109 anys, es desintegra per captura electrònica i emissió de positrons en 40Ar (11,2%) i també es transforma en 40Ca estable (88,8%) per desintegració beta. Aquestes propietats s'usen per determinar l'edat de les roques en geologia.
A l'atmosfera terrestre, l'39Ar es produeix per l'activitat dels raigs còsmics, principalment amb 40Ar. En ambient subterranis, també es produeix per captura neutrònica de 39K o emissió alfa del calci. El contingut de 39Ar en argó natural és (8.0±0.6)×10−16 g/g, or (1.01±0.08) Bq/kg of natAr. L'37Ar radiaoactiu és un radionúclid sintètic que es crea a partir de captura neutrònica de 40Ca seguit d'una emissió de partícula alfa com a conseqüència d'explosions nuclears subterrànies. Té un període de semidesintegració de 35 dies. Té un període semidesintegració de 35 dies. El contingut d'42Ar en l'atmosfera terrestre és inferior a n 6×10−21 parts per part of natAr.

massa atòmica estàndard: 39.948(1) u.

## Taula
| símbol del núclid | Z(p)           | N(n)           | massa isotòpica (u) | Període de semidesintegració | Espín nuclear  | Composició isotòpica representativa (fracció molar) | Rang de variació natural (fracció molar) |               |        |    |  |  |
| ----------------- | -------------- | -------------- | ------------------- | ---------------------------- | -------------- | --------------------------------------------------- | ---------------------------------------- | ------------- | ------ | -- |  |  |
| símbol del núclid | ³⁰Ar           | 18             | 12                  | Període de semidesintegració | Espín nuclear  | Composició isotòpica representativa (fracció molar) | Rang de variació natural (fracció molar) | 30.02156(32)# | <20 ns | 0+ |  |  |
| 31Ar              | 18             | 13             | 31.01212(22)#       | 14.4(6) ms                   | 5/2(+#)        |                                                     |                                          |               |        |    |  |  |
| ³²Ar              | 18             | 14             | 31.9976380(19)      | 98(2) ms                     | 0+             |                                                     |                                          |               |        |    |  |  |
| 32mAr             | 5600(100)# keV | 5600(100)# keV | 5600(100)# keV      | ?                            | 5-#            |                                                     |                                          |               |        |    |  |  |
| 33Ar              | 18             | 15             | 32.9899257(5)       | 173.0(20) ms                 | 1/2+           |                                                     |                                          |               |        |    |  |  |
| 34Ar              | 18             | 16             | 33.9802712(4)       | 844.5(34) ms                 | 0+             |                                                     |                                          |               |        |    |  |  |
| 35Ar              | 18             | 17             | 34.9752576(8)       | 1.775(4) s                   | 3/2+           |                                                     |                                          |               |        |    |  |  |
| 36Ar              | 18             | 18             | 35.967545106(29)    | STABLE                       | 0+             | 0.003336(4)                                         |                                          |               |        |    |  |  |
| 37Ar              | 18             | 19             | 36.96677632(22)     | 35.04(4) d                   | 3/2+           |                                                     |                                          |               |        |    |  |  |
| 38Ar              | 18             | 20             | 37.9627324(4)       | ESTABLE                      | 0+             | 0.000629(1)                                         |                                          |               |        |    |  |  |
| 39Ar              | 18             | 21             | 38.964313(5)        | 269(3) a                     | 7/2-           |                                                     |                                          |               |        |    |  |  |
| 40Ar              | 18             | 22             | 39.9623831225(29)   | ESTABLE                      | 0+             | 0.996035(4)                                         |                                          |               |        |    |  |  |
| 41Ar              | 18             | 23             | 40.9645006(4)       | 109.61(4) min                | 7/2-           |                                                     |                                          |               |        |    |  |  |
| 42Ar              | 18             | 24             | 41.963046(6)        | 32.9(11) a                   | 0+             |                                                     |                                          |               |        |    |  |  |
| 43Ar              | 18             | 25             | 42.965636(6)        | 5.37(6) min                  | (5/2-)         |                                                     |                                          |               |        |    |  |  |
| 44Ar              | 18             | 26             | 43.9649240(17)      | 11.87(5) min                 | 0+             |                                                     |                                          |               |        |    |  |  |
| 45Ar              | 18             | 27             | 44.9680400(6)       | 21.48(15) s                  | (1/2,3/2,5/2)- |                                                     |                                          |               |        |    |  |  |
| 46Ar              | 18             | 28             | 45.96809(4)         | 8.4(6) s                     | 0+             |                                                     |                                          |               |        |    |  |  |
| 47Ar              | 18             | 29             | 46.97219(11)        | 1.23(3) s                    | 3/2-#          |                                                     |                                          |               |        |    |  |  |
| 48Ar              | 18             | 30             | 47.97454(32)#       | 0.48(40) s                   | 0+             |                                                     |                                          |               |        |    |  |  |
| 49Ar              | 18             | 31             | 48.98052(54)#       | 170(50) ms                   | 3/2-#          |                                                     |                                          |               |        |    |  |  |
| 50Ar              | 18             | 32             | 49.98443(75)#       | 85(30) ms                    | 0+             |                                                     |                                          |               |        |    |  |  |
| 51Ar              | 18             | 33             | 50.99163(75)#       | 60# ms [>200 ns]             | 3/2-#          |                                                     |                                          |               |        |    |  |  |
| 52Ar              | 18             | 34             | 51.99678(97)#       | 10# ms                       | 0+             |                                                     |                                          |               |        |    |  |  |
| 53Ar              | 18             | 35             | 53.00494(107)#      | 3# ms                        | (5/2-)#        |                                                     |                                          |               |        |    |  |  |